# Ian Boswell
Ian Boswell (Bend, Oregon, 7 de febrer de 1991) és un ciclista estatunidenc, professional des del 2010.

## Palmarès

### Resultats al Giro d'Itàlia
- 2016. 71è de la classificació general

### Resultats a la Volta a Espanya
- 2015. 71è de la classificació general
- 2016. 80è de la classificació general
- 2018. 126è de la classificació general

### Resultats al Tour de França
- 2018. 79è de la classificació general